# Capilla de Guadalupe
Capilla de Guadalupe är en ort i Mexiko.   Den ligger i kommunen Tepatitlán de Morelos och delstaten Jalisco, i den centrala delen av landet, 400 km väster om huvudstaden Mexico City. Capilla de Guadalupe ligger 2 058 meter över havet och antalet invånare är 12 445.
Terrängen runt Capilla de Guadalupe är platt åt nordost, men åt sydväst är den kuperad. Runt Capilla de Guadalupe är det ganska tätbefolkat, med 75 invånare per kvadratkilometer. Närmaste större samhälle är Tepatitlán de Morelos, 17,8 km väster om Capilla de Guadalupe. I omgivningarna runt Capilla de Guadalupe växer huvudsakligen savannskog.